# Cattleyasläktet
Cattleyasläktet (Cattleya) är ett växtsläkte  inom familjen orkidéer med cirka 60 arter från Central- och Sydamerika. Några arter odlas som krukväxter i Sverige.
Spädcattleya (C. trianaei) är Colombias nationalblomma.
Släktnamnet hedrar Sir William Cattley, en engelsk trädgårdsman som levde på 1800-talet.